# 洛斯科爾多瓦斯
洛斯科爾多瓦斯是哥倫比亞的城鎮，位於該國西北部，由科爾多瓦省負責管轄，距離首府蒙特里亞57公里，始建於1650年，面積430平方公里，處於海拔水平面，2005年人口18,197。

## 外部連結
- （西班牙文） Gobernacion de Cordoba - Los Córdobas[永久]

8°54′N 76°22′W / 8.900°N 76.367°W